# کشتن جانبنت رمزی
جانبنت پاتریشیا رمزی (انگلیسی: JonBenét Patricia Ramsey،۶ اوت ۱۹۹۰ – ۲۵ دسامبر ۱۹۹۶) یک ملکه زیبایی مسابقات کودکان (Child beauty pageant) بود که در خانه خانوادگی خود در بولدر، کلرادو به قتل رسید. یک نامهٔ اخاذی طولانی و دست‌نویس در خانه آن‌ها پیدا شد و پدر او جان جنازه را حدود ۸ ساعت بعد از اعلام مفقودی دخترش در زیر زمین خانه خود پیدا کرد. او مورد تجاوز قرار گرفته بود و جمجمهٔ او بر اثر ضربه وارده به سر شکسته و همچنین خفه شده بود. یک گرات که دور گردن او بسته شده بود نیز در آنجا یافت شد. بنا بر گزارش کالبد شکافی علت موثق مرگ خفگی و ضربهٔ مغزی بوده و مرگ او قتل عمد تشخیص داده شد. در صحنه جرم چندین ردپای آغشته به گِل وجود داشت که صاحبان آن هنوز ناشناخته هستند. موضوعی که باعث شد افراد حاضر در خانه (بورک رمزیِ برادر، جان رمزیِ پدر و پتسی رمزیِ مادر) به عنوان مظنونان اصلی شناخته شوند این بود که با وجود برف سنگین ماه دسامبر، هیچ ردپایی بیرون از خانه وجود نداشت. اما دی‌ان‌ای حاصل از تجاوز که بر روی لباس زیر او پیدا شد متعلق به هیچ‌کدام از مظنونان نبود.
این اتفاق باعث جلب توجه رسانه‌ها و عموم مردم در سراسر کشور شد. بخشی به این دلیل که مادر مقتول «پتسی رمزی» (که خود در گذشته ملکه زیبایی بوده) جانبنت را وارد یک سری مسابقات ملکه زیبایی کودکان کرده بود.
پلیس در ابتدا به این که نامه یا یادداشت اخاذی توسط مادر جانبنت نوشته شده مظنون بود و باور داشت این یاداشت و پیدا شدن جنازه، همه توسط والدین مقتول و برای پوشش دادن جرم انجام شده است. با این حال در سال ۱۹۹۸ بازپرس بخش قضایی اذعان کرد با توجه به تجزیه و تحلیل جدید DNA هیچ‌کدام از اقوام درجه یک مقتول مظنون به جرم نیستند و هنوز معلوم نیست چه کسی او را به قتل رسانده است و این جرم در پلیس ناحیه بولدر همچنان حل نشده و پروندهٔ آن باز است.

## شواهد
بر طبق اظهارنامه‌ای که «پتسی» در تاریخ ۲۶ دسامبر ۱۹۹۶ به مسئولان ارائه نمود، او بعد از این که دو صفحه و نیم یادداشت اخاذی دست‌نویس را در پاگرد آشپزخانه خود پیدا کرد متوجه شد که دخترش مفقود شده است. در آن یادداشت مبلغ ۱۱۸۰۰۰ دلار برای بازگشت سالم کودک مطالبه شده بود (مبلغ بسیار نزدیکی به جایزهٔ شوهر او که در همان سال دریافت کرده بود)
یادداشت اخاذی به‌طور غیرمعمول طولانی بود و FBI به پلیس خاطر نشان کرد که نوشتن چنین یادداشتی در یک صحنهٔ جرم بسیار غیرمعمول و نامتداول است. پلیس معتقد بود که یادداشت صحنه‌سازی شده است؛ زیرا دارای هیچ اثر انگشتی نبوده و شامل استفادهٔ نامعمول از حروف ندا و حروف اختصاری می‌باشد. یادداشت و چرک‌نویس‌های آن، همگی با یک خودکار و با دفترچه‌ای متعلق به خانهٔ «رمزی» نوشته شده بود. بر طبق گزارش دایره بازرسی کلورادو، نشانه‌هایی مبنی بر اینکه نویسندهٔ یادداشت اخاذی، پاتریشیا رمزی بوده وجود دارد، گرچه آن‌ها نتوانستند این امر را به‌طور قطع ثابت کنند.

## اعتراف دروغین
الکسیس والوران رایش (Alexis Valoran Reich) (بعدها به دلیل تغییر جنسیت نام خود را به جان مارک کار "John Mark Karr" تغییر داد) در ۱۵ اوت ۲۰۰۶ در بانکوک، تایلند، به دنبال اعتراف دروغین به قتل جانبنت دستگیر شد. رایش که یک معلم مدرسه ۴۱ ساله بود، ادعا کرد که به متوفی مواد مخدر داده، تجاوز کرده و تصادفاً او را کشته است. طبق گزارش CNN: «مقامات همچنین گفتند که هیچ مدرکی که او [رایش] را به صحنه جرم مرتبط کند، پیدا نکردند»
در این اعتراف، رایش تنها حقایق اساسی‌ای را ارائه کرده بود که به‌طور عمومی شناخته شده بودند و هیچ جزئیات قانع کننده دیگری ارائه نکرد. این ادعا که جان بنت تحت مواد مخدر قرار گرفته بود، اعترافات را بیشتر مورد تردید قرار داد، زیرا کالبد شکافی نشان می‌داد که هیچ دارویی در بدن او (جانبنت) یافت نشده است. علاوه بر این، DNA رایش با DNA یافت شده در بدن متوفی، مطابقت نداشت.